# 굿바이 홈런
《굿바이 홈런》(Goodbye Homerun)은 원주고등학교 야구부를 촬영한 2013년 이정호 감독의 다큐멘터리 영화이다.